# 和車站
和站（日语：／ Yawara eki */?）是位於北海道雨龍郡北龍町和，隸屬於日本國有鐵道（國鐵）札沼線，已廢除的鐵路車站。

## 歷史
- 1931年（昭和6年）10月10日 - 札沼北線石狩沼田至中德富（初代，現在的新十津川）開始營運。
- 1944年（昭和19年）7月21日 - 由於太平洋戰爭擴大，本線作為不要不急線要停止營運。
- 1956年（昭和31年）11月16日 - 札沼線雨龍至石狩沼田路段恢復營運，全線回復正常服務。
- 1972年（昭和47年）6月19日 - 札沼線新十津川至石狩沼田路段廢除，本車站同時廢站。

## 車站構造
站房位於札幌方向的右方西側，為側式月台1面1線的地面車站，同時設有側線通往車廠。而站房旁往石狩沼田方向設有貨物月台，並有1條引入線到達。本車站是廢線前，由浦臼車站至石狩沼田站之間唯一能夠進行列車交會的車站。

## 車站周邊
遺址已興建縫製工廠，而舊站房部份建築亦被縫製工廠使用。

## 相鄰車站
日本國有鐵道
札沼線
渭之津－和－中之岱